# Palo Pintado
Palo Pintado är en ort i Honduras.   Den ligger i departementet Departamento de Comayagua, i den västra delen av landet, 70 km nordväst om huvudstaden Tegucigalpa. Palo Pintado ligger 549 meter över havet och antalet invånare är 909.
Terrängen runt Palo Pintado är kuperad norrut, men söderut är den platt. Palo Pintado ligger nere i en dal. Runt Palo Pintado är det tätbefolkat, med 570 invånare per kvadratkilometer. Närmaste större samhälle är Comayagua, 8,8 km sydost om Palo Pintado. Omgivningarna runt Palo Pintado är en mosaik av jordbruksmark och naturlig växtlighet.